# Dorogobuzhsky (huyện)
Huyện Dorogobuzhsky (tiếng Nga: ? райо́н) là một huyện hành chính tự quản (raion), của Tỉnh Smolensk, Nga. Huyện có diện tích 1741 kilômét vuông, dân số thời điểm ngày 1 tháng 1 năm 2000 là 35200 người. Trung tâm của huyện đóng ở Dorogobuzh.